# Arcanobisium comasi
Sous-famille
Genre
Espèce
Arcanobisium comasi, unique représentant du genre Arcanobisium et de la sous-famille des Arcanobisiinae, est une espèce de pseudoscorpions de la famille des Syarinidae.

## Distribution
Cette espèce est endémique du Pays valencien en Espagne. Elle se rencontre à Cabanes dans la grotte Avenc d’en Serenge.

## Description
Le mâle holotype mesure 1,64 mm.

## Étymologie
Cette espèce est nommée en l'honneur de Jordi Comas.

## Publication originale
- Zaragoza, 2010 : Arcanobisium, a remarkable new genus, representing a new subfamily with a relictual distribution from eastern Spain (Arachnida: Pseudoscorpiones: Syarinidae). Zootaxa, no 2491, p. 41–60.